# Cynometra

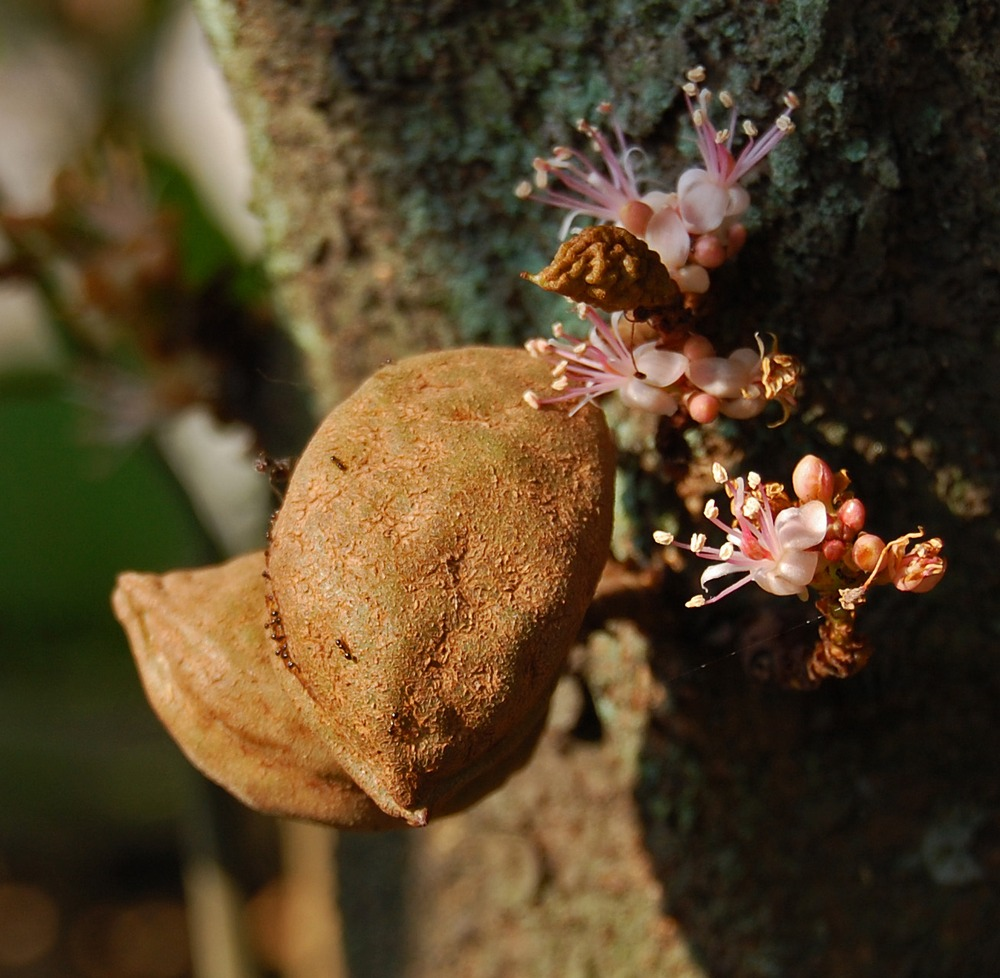
Květy a plody Cynometra cauliflora

Cynometra (Cynometra) je rod rostlin z čeledi bobovité. Jsou to keře a stromy se zpeřenými listy a drobnými květy uspořádanými v hroznech či latách. Některé druhy jsou kauliflorní. Vyskytují se v počtu asi 90 druhů v tropech celého světa.

## Popis
Cynometry jsou stálezelené stromy nebo řidčeji keře. Listy jsou sudozpeřené, složené z 1 až mnoha párů většinou vstřícných a asymetrických, tenkých nebo kožovitých lístků. Květy jsou drobné, většinou bílé nebo řidčeji žluté či červenavé, uspořádané v krátkých latách či hroznech, které u některých druhů vyrůstají z kmene a starších větví. Kalich je složen ze 4 nebo 5 volných lístků. Koruna je tvořena 5 téměř stejnými, volnými korunními lístky. Tyčinek je nejčastěji 10 (příp. 8 až 12), jsou volné nebo na bázi krátce srostlé. Semeník je přisedlý až krátce stopkatý, s 1 až 2 (řidčeji až 4) vajíčky. Plody jsou okrouhlé, vejcovité až podlouhlé, tlusté, dřevnaté nebo dužnaté, spíše nepukavé. Obsahují 1 až 2 (řidčeji až 4) zploštělá semena.

## Rozšíření
Rod cynometra zahrnuje celosvětově asi 90 druhů a je tak největším rodem podčeledi Detarioideae. Je rozšířen v tropech celého světa, přičemž počty druhů vyskytujících se v tropické Asii, Africe a Americe jsou obdobné. Cynometry rostou v nížinném deštném lese, v bažinatých lesích, často podél řek, též v suchých lesích a keřovité vegetaci.

## Význam
Různé druhy rodu cynometra jsou využívány jako zdroj dřeva nebo jako stínící stromy.